# الگوی یادگاری
یادگاری الگوی یک الگوی طراحی نرم‌افزار است که توانایی بازگرداندن یک شیء به حالت قبلی خود (خنثیسازی از طریق عقبگرد) را ممکن می‌سازد.
الگوی یادگاری با سه شی پیاده‌سازی می‌شود: پدیدآورنده، یک سرپرست و یک یادگاری. پدیدآورنده است شیی است که به یک وضعیت داخلی دارد. سرپرست می‌خواهد تغییری در پدیدآورنده بدهد اما می‌خواهد قادر به خنثی‌سازی تغییرش باشد. سرپرست اول از پدیدآورنده یک شی یادگاری می‌خواهد. سپس هر عمل (و یا دنباله ای از عملیات) را به انجام می‌رساند. برای برگشت به حالت قبل از عملیات، شی یادگاری را به پدیدآورنده برمی‌گرداند. یادگاری خود یک شی مات است، شیئی که سرپرست نمی‌تواند و نباید تغییر دهد.

### کلاس UML و نمودار توالی

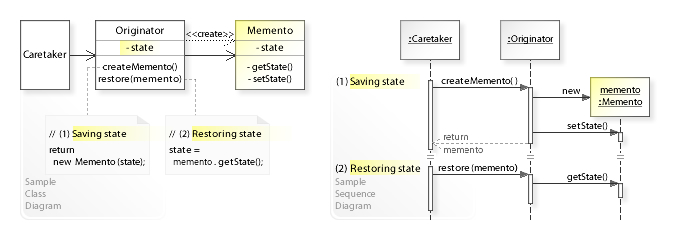
یک نمونه کلاس UML و نمودار توالی برای الگوی طراحی یادگاری است.

## مثال پایتون
```
"""

Memento pattern example.

"""

class
 
Memento
(
object
):

    
def
 
__init__
(
self
,
 
state
):

        
self
.
_state
 
=
 
state

    
def
 
get_saved_state
(
self
):

        
return
 
self
.
_state

class
 
Originator
(
object
):

    
_state
 
=
 
""

    
def
 
set
(
self
,
 
state
):

        
print
(
"Originator: Setting state to"
,
 
state
)

        
self
.
_state
 
=
 
state

    
def
 
save_to_memento
(
self
):

        
print
(
"Originator: Saving to Memento."
)

        
return
 
Memento
(
self
.
_state
)

    
def
 
restore_from_memento
(
self
,
 
memento
):

        
self
.
_state
 
=
 
memento
.
get_saved_state
()

        
print
(
"Originator: State after restoring from Memento:"
,
 
self
.
_state
)

saved_states
 
=
 
[]

originator
 
=
 
Originator
()

originator
.
set
(
"State1"
)

originator
.
set
(
"State2"
)

saved_states
.
append
(
originator
.
save_to_memento
())

originator
.
set
(
"State3"
)

saved_states
.
append
(
originator
.
save_to_memento
())

originator
.
set
(
"State4"
)

originator
.
restore_from_memento
(
saved_states
[
0
])

```